# Feuille de route pour la paix
La feuille de route pour la paix est adoptée par un quartet diplomatique réuni le 30 avril 2003 pour tenter de mettre un terme au conflit israélo-palestinien. Le quartet (ou quatuor) était composé de l’Organisation des Nations unies, de l’Union européenne, des États-Unis d’Amérique et de la Russie. Cette feuille de route était destinée à aboutir, par étapes, à un règlement permanent du conflit israélo-palestinien sur la base du principe de l'existence de deux États.

## Texte officiel
Merci de procéder au transfert en conservant l'historique. 
Le présent document est une feuille de route axée sur des résultats et mue par des objectifs : elle comporte des étapes claires, un calendrier, des dates limites et des critères destinés à encourager les progrès par des mesures réciproques des deux parties dans les domaines politique, sécuritaire, économique, humanitaire et de création des institutions, sous les auspices du Quatuor (les  États-Unis, l'Union européenne, l'Organisation des Nations unies et la Russie). La destination est le règlement définitif et général du conflit israélo-palestinien d'ici à 2005, comme l'a indiqué le président Bush dans son discours du 24 juin et comme l'ont approuvé l'Union européenne, la Russie et l'ONU dans les déclarations ministérielles du Quatuor le 16 juillet et le 17 septembre.
Le règlement du conflit israélo-palestinien sur la base d'une solution à deux États n'est réalisable que si fin est mise à la violence et au terrorisme lorsque le peuple palestinien aura des dirigeants qui agiront de façon décisive contre le terrorisme et qui seront désireux et capables d'instaurer un régime démocratique fondé sur la tolérance et la liberté, que si Israël est disposé à faire le nécessaire pour qu'un État palestinien démocratique soit établi, et que si les deux parties acceptant clairement l'objectif d'un règlement négocié tel qu'il est décrit ci-dessous. Le Quatuor aidera et facilitera la mise en œuvre de ce plan, en commençant par la phase I, qui prévoit des négociations directes entre les parties. Le plan comprend un calendrier réaliste d'exécution. Toutefois, étant donné qu'il s'agit d'un plan exigeant des résultats, les progrès dépendront des efforts faits de bonne foi par les parties et de l'exécution de chacune des obligations indiquées ci-dessous. Si les parties s'acquittent de leurs obligations rapidement, il se peut que les progrès dans le cadre de chacune des phases et d'une phase à l'autre se produisent plus tôt que prévu. La non-exécution des obligations entravera le progrès.
Un règlement, négocié entre les parties, aboutira à la création d'un État palestinien indépendant, démocratique et viable vivant aux côtés d'Israël et des autres pays limitrophes en paix et en sécurité. Il réglera le conflit israélo-palestinien et mettra fin à l'occupation qui a commencé en 1967, en tenant compte des fondements de la conférence de Madrid, du principe de l'échange de territoires contre la paix, des résolutions 242, 338 et 1397 du Conseil de sécurité de l'ONU, des accords conclus antérieurement par les parties et de la proposition du prince héritier saoudien Abdallah, approuvée par la Ligue arabe lors de son sommet de Beyrouth, qui prévoit l'acceptation d'Israël en tant que pays voisin vivant en paix et en sécurité, dans le contexte d'un règlement général. Cette proposition est un élément essentiel des efforts internationaux destinés à encourager une paix générale dans toutes les voies, y compris la voie israélo-syrienne et la voie israélo-libanaise.
Le Quatuor se réunira périodiquement, à un échelon élevé, en vue d'évaluer les résultats en ce qui concerne l'exécution du plan par les deux parties. Dans chaque phase, les parties sont censées exécuter leurs obligations parallèlement, à moins d'indication contraire.

### Phase I
Mettre fin au terrorisme et à la violence, normaliser la vie des Palestiniens et mettre en place les institutions palestiniennes - aujourd'hui à mai 2003.
Pendant la phase I, les Palestiniens entreprennent immédiatement de mettre fin de façon inconditionnelle à la violence conformément aux mesures indiquées ci-dessous ; une telle action doit s'accompagner de mesures de soutien prises par Israël. Les Palestiniens et les Israéliens reprennent leur coopération en matière de sécurité en se fondant sur le plan de travail Tenet afin de mettre fin à la violence, au terrorisme et à l'incitation à de tels actes en restructurant les services de sécurité palestiniens et en les rendant efficaces. Les Palestiniens entreprennent des réformes politiques générales en prévision de la création d'un État, notamment en élaborant une Constitution palestinienne et en organisant des élections libres et honnêtes sur la base de ces mesures. Israël prend toutes les mesures nécessaires pour aider à normaliser la vie des Palestiniens. Israël se retire des territoires palestiniens qu'il occupe depuis le 28 septembre 2000, et les deux camps reviennent au statu quo qui existait alors, au fur et à mesure du rétablissement de la sécurité et la coopération. Israël suspend toutes ses activités quant à la création de colonies de peuplement, conformément au rapport Mitchell.
Dès le début de la phase I:
- les dirigeants palestiniens diffusent une déclaration sans équivoque réaffirmant le droit d'Israël à exister en paix et en sécurité et demandant un cessez-le-feu immédiat et sans condition pour mettre fin aux activités armées et à tous les actes de violence dirigés contre des Israéliens en quelque lieu que ce soit. Toutes les institutions officielles palestiniennes mettent fin à toute provocation contre Israël ; - les dirigeants israéliens diffusent une déclaration claire affirmant leur attachement à la conception de deux États, dont un État palestinien indépendant, viable et souverain vivant en paix et en sécurité aux côtés d'Israël, comme l'a énoncé le président Bush, et demandant la cessation immédiate des actes de violence dirigés contre des Palestiniens en quelque lieu que ce soit. Toutes les institutions officielles israéliennes mettent fin à toute provocation contre les Palestiniens.

La sécurité
- Les Palestiniens déclarent clairement la cessation des actes de violence et de terrorisme et font des efforts visibles sur le terrain en vue d'entraver et d'empêcher l'action des individus et des groupes qui préparent et lancent de violentes attaques contre des Israéliens en quelque lieu que ce soit et en vue de les arrêter.

- Les services de sécurité reconstitués et recentrés de l'Autorité palestinienne entreprennent des opérations durables, ponctuelles et efficaces en vue de s'attaquer à tous ceux qui sont impliqués dans le terrorisme et de démanteler l'infrastructure et les moyens des terroristes.

- Le gouvernement israélien ne prend aucune mesure susceptible de saper la confiance, notamment les expulsions, les attaques dirigées contre des civils, la saisie ou la destruction d'habitations et de biens palestiniens en tant que mesure punitive ou mesure destinée à faciliter la construction de bâtiments israéliens, la destruction d'institutions et de l'infrastructure palestiniennes ainsi que d'autres mesures énoncées dans le plan de travail Tenet.

- À l'aide des mécanismes existants et des ressources présentes sur le terrain, les représentants du Quatuor entament un contrôle officieux et consultent les parties à propos de la création d'un mécanisme officiel de contrôle et de son fonctionnement.

- La mise en œuvre, comme convenu, du plan américain de reconstruction, de formation et de reprise de la coopération en matière de sécurité en collaboration avec le conseil de surveillance indépendant (États-Unis, Égypte et Jordanie). Le Quatuor soutient les efforts visant à parvenir à un cessez-le-feu durable et général.

Tous les organismes de sécurité palestiniens sont fusionnés pour former trois services relevant d'un ministre de l'intérieur doté des pouvoirs nécessaires.
Les forces de sécurité palestiniennes restructurées et ayant subi une nouvelle formation et les forces de défense israéliennes reprennent progressivement leur coopération et d'autres tâches en vue d'exécuter le plan de travail Tenet, notamment des réunions périodiques à un échelon élevé, avec la participation de responsables de la sécurité des États-Unis.
- Les États arabes cessent tout financement public et privé et toutes les autres formes de soutien à des groupes qui encouragent et qui commettent des actes de violence et de terrorisme. - Tous les donateurs fournissant un soutien financier aux Palestiniens le font par l'intermédiaire d'un compte de trésorerie unique du ministère palestinien des finances.

- Au fur et à mesure que les résultats en matière de sécurité générale se concrétisent, les forces de défense israéliennes se retirent progressivement des zones occupées depuis le 28 septembre 2000, et les deux camps reviennent au statu quo qui existait avant le 28 septembre 2000. Les forces de sécurité palestiniennes se redéploient dans les zones d'où se sont retirées les forces israéliennes.

La création des institutions palestiniennes
- Action immédiate quant à des modalités crédibles de rédaction d'un projet de Constitution pour l'État palestinien. Dès que possible, l'assemblée constituante fait circuler, aux fins de débat public, un projet de Constitution qui prévoit un régime parlementaire démocratique et un gouvernement dont le premier ministre est doté des pouvoirs nécessaires. L'assemblée constituante prépare un projet de document qui sera soumis, après les élections, à l'approbation des institutions palestiniennes compétentes.

- Nomination d'un premier ministre par intérim ou de membres du gouvernement dotés des pouvoirs de décision nécessaires.

- Le gouvernement israélien facilite les déplacements des responsables palestiniens à l'occasion des sessions du Conseil législatif et du gouvernement palestiniens et d'autres activités de réforme, ainsi que d'autres mesures de soutien ayant trait à la mise en œuvre de réformes.

- Nomination de ministres palestiniens dotés des pouvoirs nécessaires pour entreprendre des réformes fondamentales. Exécution d'autres mesures destinées à mettre en place une véritable séparation des pouvoirs, y compris toute réforme juridique palestinienne à cet effet.

- Création d'une commission électorale indépendante palestinienne, qui est chargée d'examiner et de mettre à jour les lois électorales.

- Résultats obtenus par les Palestiniens en fonction des critères judiciaires, administratifs et économiques établis par le groupe international sur les réformes palestiniennes.

- Les Palestiniens organisent des élections libres et honnêtes dès que possible, en se fondant sur les mesures précédentes et dans le cadre de débats ouverts à tous ainsi que d'une sélection des candidats et d'une campagne électorale transparente où plusieurs partis sont représentés.

- Le gouvernement israélien facilite l'aide du groupe de travail, l'inscription des électeurs, le déplacement des candidats et des responsables du scrutin. Soutien accordé aux organisations non gouvernementales participant à l'organisation des élections.

- Le gouvernement israélien rouvre la Chambre de commerce palestinienne et d'autres institutions palestiniennes actuellement fermées et situées à Jérusalem-Est, sous réserve que ces institutions fonctionnent dans le strict respect des accords antérieurs conclus entre les parties.

La situation humanitaire
- Israël prend des mesures pour améliorer la situation humanitaire. Israël et les Palestiniens appliquent complètement toutes les recommandations du rapport Bertini en vue de l'amélioration des conditions humanitaires, notamment en levant les couvre-feu, en relâchant les restrictions sur les mouvements de personnes et de biens, et en autorisant un accès total, sûr et sans entraves du personnel international et humanitaire.

- Le Comité de liaison fait le bilan de la situation humanitaire et des perspectives de développement économique en Cisjordanie et à Gaza, et lance une campagne massive d'aide des donateurs, y compris en faveur de la réforme.
- Le gouvernement d'Israël et les Palestiniens poursuivent le processus de déblocage de revenus et de transferts de fonds, y compris des arriérés, conformément au mécanisme de surveillance transparent sur lequel on s'est mis d'accord.

La société civile
- Maintien du soutien des donateurs, y compris le financement accru des organismes privés et des ONG, au titre de programmes entre collectivités, de projets de développement du secteur privé et d'initiatives en faveur de la société civile.

Les colonies de peuplement
- Le gouvernement d'Israël démantèle immédiatement les colonies érigées depuis mars 2001.

- Conformément au rapport Mitchell, le gouvernement d'Israël gèle toute activité de colonisation (même lorsqu'il s'agit de l'expansion naturelle des colonies).

### Phase II
La transition (juin 2003 - décembre 2003)
Dans la seconde phase, les efforts portent sur la création d'un État palestinien indépendant aux frontières provisoires, doté des attributs de la souveraineté et fondé sur la nouvelle constitution. Il est une étape sur la voie d'un accord sur le statut définitif. Comme cela a déjà été souligné, cet objectif pourra être atteint lorsque les Palestiniens auront un gouvernement qui agit de façon décisive contre le terrorisme, et qui a la volonté et la capacité de pratiquer la démocratie fondée sur la tolérance et la liberté. Avec de tels dirigeants, ainsi que des institutions civiles réformées et des structures de sécurité, les Palestiniens bénéficieront du soutien actif du Quatuor et de l'ensemble de la communauté internationale dans l'établissement d'un État indépendant et viable.
Pour progresser en phase II, il faudra que le Quatuor ait déterminé, par consensus et après analyse du comportement des deux parties, que les conditions appropriées sont réunies. Visant à accélérer les efforts de normalisation de la vie des Palestiniens et à construire les institutions palestiniennes, la Phase II commence après les élections palestiniennes et s'achève en 2003 avec l'éventuelle création d'un État palestinien indépendant aux frontières provisoires. Ses principaux objectifs sont des résultats constants sur le plan de la sécurité globale, le maintien d'une coopération efficace en matière de sécurité, la poursuite de la normalisation de la vie des habitants et de l'établissement des institutions en Palestine, le renforcement et le maintien des objectifs énoncés en phase I, la ratification d'une Constitution palestinienne démocratique, la création officielle d'un poste de premier ministre, la consolidation des réformes politiques et la création d'un État palestinien doté de frontières provisoires.
- Conférence internationale - Convoquée par le Quatuor après consultation avec les parties et immédiatement après la tenue des élections palestiniennes, elle a pour objet de soutenir la relance économique palestinienne et de mettre en œuvre un processus qui conduira à la création d'un État palestinien indépendant aux frontières provisoires.

- Une telle réunion inclura toutes les parties, sera inspirée par l'objectif d'une paix globale au Proche-Orient (y compris entre Israël et la Syrie et Israël et le Liban), et s'appuiera sur les principes énoncés dans le préambule de ce document.

- Les États arabes rétabliront les liens qu'ils avaient avec Israël avant l'Intifada (bureaux commerciaux, etc.).

- Remise en vigueur des engagements multilatéraux sur divers dossiers comprenant notamment les ressources régionales en eau, l'environnement, le développement économique, les réfugiés et la maîtrise des armements.

- Une nouvelle Constitution prévoyant un État palestinien démocratique et indépendant est finalisée et approuvée par les autorités palestiniennes appropriées. Si nécessaire, des élections suivent l'adoption de la nouvelle Constitution.

- Conformément au projet de Constitution, un bureau du premier ministre est officiellement établi et est doté d'un cabinet habilité à entreprendre des réformes.

- Des résultats constants en matière de sécurité générale, y compris la coopération efficace dans ce domaine telle qu'elle est décrite en phase I.

- Création d'un État palestinien indépendant aux frontières provisoires par le biais d'un processus de négociation israélo-palestinien, et lancée par la conférence internationale. L'application des accords précédents visant à maximiser la contiguïté territoriale, y compris la prise de mesures de suivi relatives aux colonies de peuplement conjointement à l'établissement d'un État palestinien aux frontières temporaires, sera partie intégrante de ce processus.

- Rôle renforcé de la communauté internationale au niveau de la surveillance de la transition, avec le soutien actif, soutenu et opérationnel du Quatuor.

- Les membres du Quatuor prônent la reconnaissance de l'État palestinien, y compris son éventuelle adhésion à l'ONU.

### Phase III
Accord sur le statut permanent et fin du conflit israélo-palestinien (2004-2005) 
L'évolution en phase III se fera sur décision consensuelle du Quatuor, compte tenu des actions des deux parties et des observations des membres du Quatuor. Les objectifs de la phase III sont la consolidation des réformes et la stabilisation des institutions palestiniennes, une sécurité palestinienne soutenue et efficace, et des négociations israélo-palestiniennes visant à établir un statut permanent en 2005.
- Deuxième conférence internationale. Convoquée par le Quatuor au début de 2004 après consultation des deux parties, elle vise à avaliser l'accord négocié au sujet d'un État palestinien indépendant aux frontières provisoires, et à entamer officiellement un processus qui, avec le soutien actif, soutenu et opérationnel du Quatuor, débouchera, en 2005, sur une résolution portant sur le statut final, y compris les frontières, Jérusalem, les réfugiés et les colonies. La conférence vise également à déboucher le plus rapidement possible sur un accord général au Proche-Orient entre Israël et le Liban, et entre Israël et la Syrie.

- Poursuite des progrès globaux et effectifs sur le programme de réforme établi par le Groupe de travail en prévision de l'accord sur le statut final.

- Efforts internationaux pour faciliter la réforme et stabiliser les institutions et l'économie palestiniennes en prévision de l'accord sur le statut final.

- Les parties s'entendent sur un accord final et général de statut permanent qui met fin au conflit israélo-palestinien en 2005. Il s'agit d'un accord négocié entre les parties et fondé sur les résolutions 242, 338 et 1397 du Conseil de sécurité. Il met fin à l'occupation qui a commencé en 1967, il comprend une solution acceptée, juste, équitable et réaliste de la question des réfugiés, et une résolution négociée sur le statut de Jérusalem qui tient compte des préoccupations politiques et religieuses des deux parties, qui protège les intérêts religieux des juifs, des chrétiens et des musulmans du monde entier, et qui est conforme au principe de deux États, Israël et une Palestine souveraine, indépendante, démocratique et viable, coexistant dans la paix et la sécurité.

- Dans le contexte d'un accord de paix général entre Israël et la Palestine, les pays arabes acceptent le principe de la normalisation de leurs relations avec Israël et de la sécurité pour tous les États de la région.